# Proteína CAD
Proteína CAD (carbamoilfosfato sintetase 2, aspartato transcarbamilase e diidroorotase) é uma enzima multidomínio trifuncional envolvida nas três primeiras etapas da biossíntese da pirimidina. A síntese de novo começa com a carbamoil fosfato sintase II citosólica, que utiliza glutamina, dióxido de carbono e TFA. Esta enzima é inibida pelo trifosfato de uridina (inibição por retroalimentação).
Em 2015, as primeiras mutações patológicas observadas na DAC foram encontradas em um menino de quatro anos.
A proteína CAD foi observada na parte média dos espermatozoides de mamíferos, entre as mitocôndrias.